# Стадион (рок-опера)
«Стадион» — рок-опера Александра Градского на либретто Маргариты Пушкиной о событиях в Чили 1973 года и убийстве Виктора Хары. Закончена в 1985 году.
Рок-опера в двух действиях, четырёх картинах.

## Сюжет
В основу сюжета рок-оперы легли события военного переворота 1973 года в Чили, в результате которого было свергнуто левое правительство «Народного единства» во главе с Сальвадором Альенде.
Военная хунта, осуществившая переворот во главе с генералом Аугусто Пиночетом, немедленно репрессировала тысячи сторонников прежней власти. Стадион в Сантьяго был превращён в тюрьму, куда сводили всех подозрительных. Одним из заключённых стал певец Виктор Хара, которого арестовали в Университете Сантьяго 12 сентября 1973 года, поскольку он придерживался коммунистических идей и пропагандировал их. Он был жестоко убит — ему раздробили кисти рук и расстреляли.
Имя Виктора Хара в рок-опере не упоминается, как не упоминается и название страны, но канва сюжета вполне определённо указывает на реальные факты. По словам Градского, «это произведение о выборе, который делает для себя художник, артист, писатель и музыкант».

## Действующие лица
- Певец — Александр Градский
- Люсия, жена Певца — Алла Пугачёва
- Женщина — Елена Камбурова
- Священник — Андрей Макаревич
- Капитан — Владимир Мозенков
- Лейтенант — Александр Лосев
- Сержант — Иосиф Кобзон
- Торговец лимонадом, Маленький человек — Александр Маршал (Миньков)
- «Ехидный» — Александр Кутиков
- «Трус» — Андрей Миронов
- «Хам» — Михаил Боярский
- «Прогрессивный» — Тарас Калиниченко
- «Левак» — Владимир Кузьмин
- Торговец рыбой — Александр Катаев
- Булочник — Евгений Шершнев
- Цветочницы — Ирина и Елена Базыкины
- Газетчики — Юрий Шахназаров, Леонид Ярмольник, Всеволод Абдулов, Александр Казаков

## Содержание
- CD1: Александр Градский. Стадион.
  - Действие I. Картина 1.
  - Действие I. Картина 2.
- CD2: Александр Градский. Стадион.
  - Действие II. Картина 3.
  - Действие II. Картина 4.

Картина 1
Утро в городе. Торговцы, цветочницы, грузчики, Священник, сапожник выполняют свою работу, радуясь раннему часу. Певец исполняет зажигательную самбу, а его жена Люсия сокрушается, что муж вечно занят то собраниями, то театром, и на неё не остаётся времени.
Слышны зазывные крики газетчиков — они предлагают свежие новости и пытаются перекричать друг друга, ибо придерживаются разных политических взглядов.
На площади организовывается стихийный митинг в поддержку революции, который внезапно превращается в перепалку людей, не разделяющих взгляды друг друга. Певец пытается прекратить споры.
И тут к митингующим выходят солдаты.
Картина 2
Военные окружают толпу и хватают подозрительных. В их число входит и Певец, воспевающий интересы народа — голос народа.
Обыватели радуются происходящему, считая, что полный кошелёк управляет жизнью, а Женщина оплакивает потерю близких, но до её горя никому нет дела.
Стадион, камера, неизвестность. Заключённые переговариваются, не зная, что с ними случится.
В камеру заходят военные, и «Маленький человек», который, чтобы спасти свою жизнь, предаёт известных ему людей, сообщая солдатам, кто они такие. Кого-то отправляют «на трибуны», других — на смерть. Певец остаётся в камере один.
Картина 3
Военные входят в камеру, пытаясь переманить Певца на свою сторону и заставить его петь выгодные режиму песни. Певец решительно отказывается.
На площади Люсия и Женщина. Люсия грустна, она не знает, что с её мужем и где он. Женщина пытается найти слова утешения, но это бесполезно.
Мимо проходят солдаты. Лейтенант не может принять для себя решение, сделать вывод, правильно ли действуют военные. Люсия бросается к нему, требуя сообщить, где Певец. Лейтенант сообщает, что из окна камеры Певца виден угол улицы, и если Люсия придёт туда ночью, муж сможет её увидеть.
Певец размышляет о своей судьбе, и, наконец, видит за окном Люсию. Муж и жена ведут прощальный немой разговор.
Картина 4
Военные снова в камере, они избивают Певца прикладами автоматов, и тот умирает, проклиная своих мучителей.
На площади горожане ждут известий о своих ближних. Появляется лейтенант и сообщает Люсии о гибели Певца и о предательстве «Маленького человека». Женщины окружают предателя, но самосуд предотвращают военные, которым «Маленький человек» рассказывает о предательстве Лейтенанта. Лейтенанта уводят.
Горожане поют песню, призывающую к свободе и борьбе, вторя голосу Певца, звучащему из репродуктора.

## В записи принимали участие
- Александр Градский (гитара, фортепиано, синтезаторы, пиано-родес, хонер-клавинет, бас-синти, челеста, ударные)
- Сергей Зенько (флейта, саксофон)
- Владимир Васильков (ударные)
- хор и симфонический оркестр под управлением Александра Петухова.
- Государственный академический симфонический оркестр СССР п/у Евгения Светланова (последние 4 аккорда)[3].

## Детали издания
Записан на Всесоюзной студии грамзаписи «Мелодия» в 1983—1985 годах. Вышел в виде двойного винилового альбома в 1985 году.
Переиздан в виде двойного компакт-диска фирмой МТКМО в 1996 году.